# Rolf l'Exterminateur
Pour plus de détails, voir Fiche technique et Distribution.
Rolf l'Exterminateur est un film d'action italien sorti en 1983, réalisé par Mario Siciliano, sous le pseudonyme de Marlon Sirko.

## Synopsis
Ancien mercenaire, Rolf gagne désormais sa vie comme pilote d'hélicoptère. Abordé par d'anciens collègues qui veulent son aide pour un trafic de drogue, il refuse. Ses anciens camarades le tabassent. Il découvre ensuite que sa fille a été violée et assassinée, et cherche à savoir si ce sont ses anciens camarades qui sont coupables, ou le chef de la police locale, qui voulait se débarrasser de Rolf pour avoir sa fille.

## Fiche technique
- Titre français : Rolf l'Exterminateur[1]
- Titre original : Rolf
- Genre : Film d'action
- Réalisation : Mario Siciliano (sous le pseudo de Marlon Sirko)
- Scénario : Mario Siciliano (sous le pseudo de Marlon Sirko)
- Musique : Fabio Frizzi
- Production : Metheus Film
- Photographie : Luigi Ciccarese (sous le pseudo de Louis Smith)
- Montage : Franco Malvestito (sous le pseudo de Frank Malvy)
- Maquillage : Marisa Marconi (sous le pseudo de Mary Mark)
- Pays :  Italie
- Durée : 90 min
- Année de sortie : 1983
- En France, inédit à Paris, sorti dans l'Est[1]

## Distribution
- Antonio Marsina (sous le pseudo de Tony Marsina) : Rolf
- Ketty Nichols : Joanna
- Tony Raccosta : John
- Malcolm Duff
- Cinzia Cindi (sous le pseudo de Cynthia Cindy)
- Monty Caly
- Nazzareno Zamperla (sous le pseudo de Nike Anderson) : un mercenaire
- Goffredo Unger : Boa
- Louis Walser